# Wereldkampioenschappen freestyleskiën 2007
De Wereldkampioenschappen freestyleskiën 2007 werden van 6 tot en met 10 maart 2007 georganiseerd in het Italiaanse
Madonna di Campiglio.
Op het programma stonden zowel voor mannen als voor vrouwen vijf disciplines, de wedstrijden in de hafpipe moesten echter worden afgelast wegens sneeuwgebrek.

## Medaillewinnaars

### Aerials
| #      | Land | Atleet           |
| ------ | ---- | ---------------- |
| Goud   | CHN  | Han Xiaopeng     |
| Zilver | BLR  | Dmitri Dasjinski |
| Brons  | CAN  | Steve Omischl    |

| #      | Land | Atleet         |
| ------ | ---- | -------------- |
| Goud   | CHN  | Li Nina        |
| Zilver | BUL  | Assoli Slivets |
| Brons  | AUS  | Jacqui Cooper  |

### Moguls
| #      | Land | Atleet                    |
| ------ | ---- | ------------------------- |
| Goud   | CAN  | Pierre-Alexandre Rousseau |
| Zilver | AUS  | Dale Begg-Smith           |
| Brons  | USA  | Nathan Roberts            |

| #      | Land | Atleet          |
| ------ | ---- | --------------- |
| Goud   | CAN  | Kristi Richards |
| Zilver | CAN  | Jennifer Heil   |
| Brons  | ITA  | Deborah Scanzio |

### Dual Moguls
| #      | Land | Atleet             |
| ------ | ---- | ------------------ |
| Goud   | AUS  | Dale Begg-Smith    |
| Zilver | FRA  | Guilbaut Colas     |
| Brons  | RUS  | Ruslan Sjarifullin |

| #      | Land | Atleet            |
| ------ | ---- | ----------------- |
| Goud   | KAZ  | Joelija Rodionova |
| Zilver | CAN  | Jennifer Heil     |
| Brons  | USA  | Shannon Bahrke    |

### Ski cross
| #      | Land | Atleet        |
| ------ | ---- | ------------- |
| Goud   | CZE  | Tomas Kraus   |
| Zilver | CAN  | Stanley Hayer |
| Brons  | FRA  | Enak Gavaggio |

| #      | Land | Atleet             |
| ------ | ---- | ------------------ |
| Goud   | FRA  | Ophélie David      |
| Zilver | FRA  | Meryl Boulangeat   |
| Brons  | GER  | Alexandre Grauvogl |

### Halfpipe
De wedstrijden in de halfpipe moesten worden afgelast wegens gebrek aan sneeuw.

## Medaillespiegel
| #  | Land             | Goud | Zilver | Brons | Totaal |
| -- | ---------------- | ---- | ------ | ----- | ------ |
| 1  | Canada           | 2    | 3      | 1     | 6      |
| 2  | China            | 2    | 0      | 0     | 2      |
| 3  | Frankrijk        | 1    | 2      | 1     | 4      |
| 4  | Australië        | 1    | 1      | 1     | 3      |
| 5  | Tsjechië         | 1    | 0      | 0     | 1      |
| 5  | Kazachstan       | 1    | 0      | 0     | 1      |
| 7  | Bulgarije        | 0    | 1      | 0     | 1      |
| 7  | Wit-Rusland      | 0    | 1      | 0     | 1      |
| 9  | Verenigde Staten | 0    | 0      | 2     | 2      |
| 10 | Duitsland        | 0    | 0      | 1     | 1      |
| 10 | Italië           | 0    | 0      | 1     | 1      |
| 10 | Rusland          | 0    | 0      | 1     | 1      |

1986 ·
1988 ·
1989 ·
1991 ·
1993 ·
1995 ·
1997 ·
1999 ·
2001 ·
2003 ·
2005 ·
2007 ·
2009 ·
2011 ·
2013 ·
2015 ·
2017 ·
2019 ·
2021 ·
2023
Lijst van wereldkampioenen freestyleskiën